# Brachystelma nauseosum
Brachystelma nauseosum là một loài thực vật có hoa trong họ La bố ma. Loài này được De Wild. mô tả khoa học đầu tiên năm 1903.